# Naw-Rúz Bahá'í
Naw-Rúz Bahá'í é um dos nove dias sagrados para na Fé Bahá'í, é o primeiro dia do Calendário bahá'í, que ocorre no equinócio de inverno no hemisfério norte (21 de março).
Historicamente e atualmente, esta é uma celebração Iraniana de ano novo e é comemorada por países do Oriente Médio e Ásia Central como no Irã, Azerbaijão, Afeganistão e Turquia. Em tempos antigos foi feriado nacional no Irã e celebrado por mais de um grupo religioso.  O Báb, precursor da Fé Bahá'í, e depois Bahá'u'lláh, fundador desta religião, adotou o dia como sagrado e associou com o Máximo Nome de Deus.

## Significado
O Báb, fundador da Fé Babí, instituiu um calendário novo que fosse composto por 19 meses, e cada um de 19 dias. Cada um dos meses são nomeados através de um atributo de Deus, e similarmente cada um dos dezenove dias no mês também são nomeados através de um atributo de Deus. O primeiro dia e o primeiro mês foram dados o atributo de Bahá, uma palavra árabe que significa esplendor ou glória, e assim o primeiro dia do ano foi o dia de Bahá no mês de Bahá. O dia foi chamado de o Dia de Deus pelo Báb, e foi associado com "Aquele que Deus tornará Manifesto", uma figura messiânica nos escritos do Báb. Os dezoito dias restantes do primeiro mês foram então associados com os dezoito Letras da Vida, os apóstolos do Báb, prevendo uma celebração que duraria dezenove dias.
Bahá'u'lláh, fundador da Fé Bahá'í que afirmou ser a figura messiânica esperado pelo Báb, adotou o novo calendário e o uso do Naw-Rúz como dia sagrado. O dia segue o mês Bahá'í do jejum, e ele explicou que o Naw-Rúz estava associado com o Máximo Nome de Deus, e foi instituído como um festival para aqueles que observaram o jejum.
A noção simbólica da renovação do tempo em cada dispensação religiosa foi feita explícita pelos escritos do Báb e de Bahá'u'lláh e o calendário e o ano novo fizeram esta metáfora espiritual mais concreta. `Abdu'l-Bahá, filho e sucessor de Bahá'u'lláh, explicou o significado do Naw-Rúz em termos da primavera e da nova vida que ele traz. Ele explicou que o equinócio é um símbolo dos Manifestantes de Deus, que inclui Jesus, Muhammad, o Báb e Bahá'u'lláh entre outros, e a mensagem que eles proclamaram é como uma primavera espiritual, e que o Naw-Rúz é usado para celebrá-lo.

## Celebração
Naw-Rúz é um dos nove dias sagrados Bahá'í onde o trabalho é suspenso; o único que não é associado com um evento nas vidas do Báb ou de Bahá'u'lláh. É normalmente um evento festivo observado com encontros para orações, músicas e dança. Como o ano novo também termina o mês de jejum Bahá'í a celebração é freqüentemente  combinado com uma janta. Como todos os dias sagrados Bahá'í, há algumas regras que são observadas no Naw-Rúz, e os Bahá'ís por volta do mundo celebra como um dia festivo, de acordo com os costumes locais.

## Data
Bahá'u'lláh no Kitáb-i-Aqdas define o Naw-Rúz como um dia Bahá'í no qual o equinócio vernal ocorre. Como os dias Bahá'ís começam com o pôr do sol, se o equinócio ocorrer antes desse momento, o dia com o pôr do sol anterior é o Naw-Rúz. Assim o Naw-Rúz pode cair entre os dias 20, 21 e 22 de Março. A implementação do tempo exato do Naw-Rúz para os Bahá'ís ao redor do mundo depende da escolha de um ponto particular na terra e foi deixada na decisão da Casa Universal de Justiça, o corpo máximo da Fé Bahá'í. Atualmente o Naw-Rúz é fixado no dia 21 de Março para os Bahá'ís que residem em países fora do Oriente Médio, independentemente de quando ocorre o equinócio.